# Без крови (фильм)
«Без крови» (англ. Without Blood) — художественный фильм 2024 года режиссёра Анджелины Джоли, экранизация одноимённого романа Алессандро Барикко с Сальмой Хайек и Демианом Бичиром в главных ролях. Получил неоднозначные отзывы критиков.

## Сюжет
Литературной основой сценария стал роман итальянского писателя Алессандро Барикко «Без крови». Его главная героиня — девочка по имени Нина, на глазах у которой были убиты её родители. Во время резни она спряталась в погребе, один из убийц заглянул туда и увидел её, но не тронул. Спустя несколько десятилетий Нина случайно встречает этого человека и приглашает его в кафе, где они вспоминают прошлое до момента преступления. Затем Нина приглашает мужчину в отель на ночь любви. Он понимает, что принял ту же сгорбленную позу, в которой когда-то Нина лежала в погребе.

## В ролях
- Сальма Хайек — Нина
- Демиан Бичир — Тито
- Анжелика Писилли — Нина 30
- Каролай Фернандес — Нина 14

## Создание и оценки
Съёмки картины начались летом 2022 года в Южной Италии и Риме. Главные роли в фильме сыграли Сальма Хайек и Демиан Бичир. Режиссёр проекта, Анджелина Джоли, заявила: «Я благодарна, что Алессандро Барикко доверил мне адаптацию своей книги — с ее уникальной поэзией, взглядом и исследованием вопросов травмы, потери или несправедливости».
Премьера «Без крови» состоялась в сентябре 2024 года на кинофестивале в Торонто. 10 апреля 2025 года картина вышла в итальянский прокат.
Обозреватель IndieWire счёл фильм посредственным, но снятым с «благими намерениями». Рецензент The Wrap написал, что сердце картины «находится в нужном месте, но пульсирует слабо», и что авторам «Без крови» не удалось качественно рассказать достойную этого историю. Однако Барикко фильм понравился: он рассказал, что был потрясён, увидев, как оживают его персонажи, и назвал «большой честью» «знакомство с Анджелиной, её талантом, мужеством и нежной силой».